# Жулкевський Іван Станіславович
Іва́н Станісла́вович Жулке́вський (17 серпня 1919, Проскурів, нині Хмельницький — 1999) — український радянський актор. Народний артист УРСР (1980).

## Біографія
У 1939—1940 роках працював у Кам'янець-Подільському українському музично-драматичному театрі в Кам'янці-Подільському, у 1947—1952 роках — у тому ж театрі, але вже в Проскурові (який 1941 року став обласним центром). У 1952—1959 роках працював у Стрийському українському музично-драматичному театрі, у 1959—1963 роках — у Львівській обласній філармонії. 1963 року повернувся в Хмельницький і пропрацював у Хмельницькому українському музично-драматичному театрі до 1988 року.
1971 року був удостоєний звання заслуженого артиста УРСР, 1980 року — народного артиста УРСР.

## Ролі
- Щасливцев («Ліс» Олександра Островського).
- Дід Цибулька («Таблетку під язик» Андрія Макайонка).
- Федір Іванович («Вічно живі» Віктора Розова).
- Бонко («Макбет» Вільяма Шекспіра).
- Уї («Кар'єра Артуро Уї» Бертольта Брехта).
- Майор («Тоот, майор та інші» Іштвана Еркеня).
- Возний («Наталка Полтавка» Івана Котляревського).

Створив образ Леніна у виставах за п'єсами Михайла Шатрова та Івана Рачади.